# Antitrygodes papuana
Antitrygodes papuana är en fjärilsart som beskrevs av Louis Beethoven Prout 1938. Antitrygodes papuana ingår i släktet Antitrygodes och familjen mätare. Inga underarter finns listade i Catalogue of Life.